# Aire urbaine de Paris

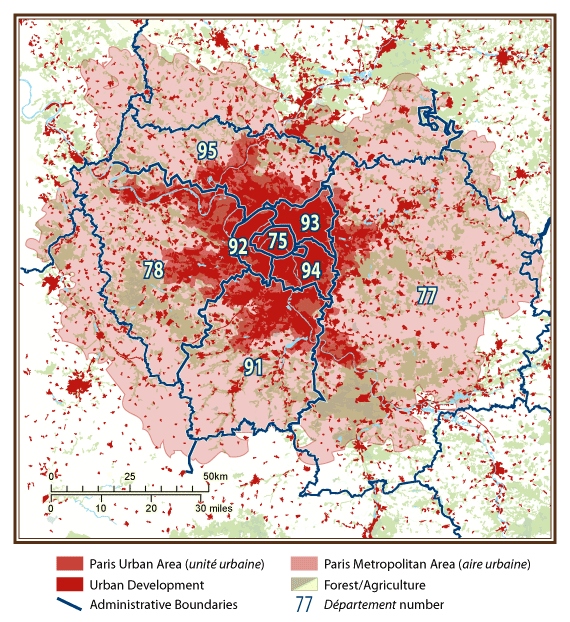
L'aire urbaine de Paris - dans ses limites de 1999 - apparaît en rose sur cette carte.

L'aire urbaine de Paris est une aire urbaine française centrée sur la commune de Paris. Il s'agit de la plus grande aire urbaine de France, d’Europe Occidentale et de l'Union européenne, tant en superficie qu'en population, et de la troisième plus grande aire urbaine d'Europe en population, derrière Moscou et Istanbul.
À partir de 2020, elle est remplacée par l'aire d'attraction de Paris.

## La notion d'aire urbaine
La notion d'unité urbaine ne permet pas toujours d'intégrer certaines zones qui sont économiquement sous l'influence d'une ville, mais qui n'ont pas une continuité de bâti avec elle. C'est pourquoi l'Insee utilise la notion d'« aire urbaine », l'ensemble de communes d'un seul tenant et sans enclave constitué d'un pôle urbain (unité urbaine offrant au moins 1 500 emplois) et de communes dites monopolarisées, c'est-à-dire dont plus de 40 % de la population travaille dans ce pôle urbain ou dans une autre commune déjà monopolisée par ce pôle urbain. L'aire urbaine de Paris fait partie des 241 grandes aires urbaines organisées autour de grands pôles urbains (unités urbaines offrant au moins 10 000 emplois), selon le nouveau zonage en aires urbaines de 2010.

## Caractéristiques de l'aire urbaine de Paris
En 2013, l'aire urbaine de Paris comptait 12 405 426 habitants, répartis dans 1 794 communes sur une superficie de 17 175 km2.

## Évolution de la population
- 1968 : 8 368 000
- 1975 : 9 096 000
- 1982 : 9 362 000
- 1990 : 10 291 851 (1 155 communes)
- 1999 : 11 174 743 (1 532 communes)
- 2006 : 11 956 493 (1 798 communes)
- 2011 : 12 292 895 (1 798 communes)
- 2012 : 12 341 418 (1 794 communes)
- 2013 : 12 405 426 (1 794 communes)
- 2015 : 12 532 901 (1 794 communes)
- 2022 : 15 054 800 (1 794 communes)

## Périmètre
Elle s'étend sur la presque totalité (98,8 % des communes) de l'Île-de-France et sur une partie des régions avoisinantes (Bourgogne-Franche-Comté, Centre-Val De Loire, Grand Est, Normandie et Hauts-de-France), et les 15 départements suivants :
- Aisne (66 communes) ;
- Essonne (196 communes, la totalité du département) ;
- Eure (89 communes) ;
- Eure-et-Loir (101 communes) ;
- Loiret (54 communes) ;
- Marne (3 communes) ;
- Oise (204 communes sur 688) ;
- Paris (1 commune, la totalité du département) ;
- Seine-et-Marne (499 communes sur 510, soit 97,84 % du département) ;
- Hauts-de-Seine (36 communes, la totalité du département) ;
- Seine-Saint-Denis (40 communes, la totalité du département) ;
- Val-de-Marne (47 communes, la totalité du département) ;
- Val-d'Oise (185 communes, la totalité du département) ;
- Yvelines (262 communes, la totalité du département) ;
- Yonne (15 communes).

L'aire urbaine de Paris est à son tour englobée dans l'espace urbain de Paris, espace urbain dont elle est le composant principal.

### Composition communale
Paris, commune et département, fait bien entendu partie de sa propre aire urbaine. Toutes les communes de l'Essonne, des Hauts-de-Seine, de la Seine-Saint-Denis, du Val-de-Marne, du Val-d'Oise et des Yvelines (soit 370 communes) y sont également comprises. En Île-de-France, seules certaines communes de Seine-et-Marne n'appartiennent pas à l'aire urbaine de Paris :
- aire urbaine de Provins 5 communes, 14 107 habitants, 33,79 km2 ;
- 10 petites communes de moins de 2 000 habitants.

En 2019, ces sept départements rassemblaient 12 714 424 habitants sur 6 096 km2.

## Sources
- Cet article est partiellement ou en totalité issu de l'article intitulé « Agglomération parisienne » (voir la liste des auteurs).

1. ↑  Insee - Le nouveau zonage en aires urbaines de 2010, consulté le 18 octobre 2011.
2. ↑   (consulté le 1er juillet 2014).
3. ↑  Insee - Composition communale de l'aire urbaine de Paris de 2010 (consulté le 18 octobre 2011).
4. ↑  Insee Île-de-France À la page - Zonage en aires urbaines 2010 : le centre se densifie, le périurbain s'étend, consulté le 18 octobre 2011.
5. ↑  Insee - Résultats du recensement de la population de 2011.